# Vegetarianismo ambiental

Todos los tipos de carne, pero especialmente el cordero y la ternera, generan varias veces más emisiones de gases de efecto invernadero en su producción que las frutas o verduras.

Las personas en los países desarrollados consumen una proporción sustancialmente mayor de carne que las personas en los países en desarrollo..

El vegetarianismo ambiental es la práctica del vegetarianismo cuando está motivado por el deseo de crear una dieta sostenible que evite el impacto ambiental negativo de la producción de carne. Se estima que el ganado en su conjunto es responsable de alrededor del 18% de las emisiones mundiales de gases de efecto invernadero. Como resultado, el Panel Intergubernamental sobre el Cambio Climático ha defendido, entre otros, una reducción significativa en el consumo de carne en su informe especial de 2019 y como parte de la Advertencia a la humanidad de los científicos mundiales de 2017.
Además del cambio climático, las preocupaciones ambientales sobre la producción de productos animales también pueden relacionarse con la pérdida de biodiversidad, la contaminación, la deforestación, la falta de sostenibilidad y el uso del agua y la tierra.

## Impacto ambiental de los productos animales
Cuatro quintas partes de las emisiones agrícolas provienen del sector ganadero.
Según el informe de 2006 de la Organización de las Naciones Unidas para la Agricultura y la Alimentación (FAO) Livestock's Long Shadow, la agricultura animal contribuye en una "escala masiva" al calentamiento global, la contaminación del aire, la degradación de la tierra, el uso de energía, la deforestación y la disminución de la biodiversidad. El informe de la FAO estima que el sector ganadero (incluidas las aves de corral) (que proporciona tracción animal, cuero, lana, leche, huevos, fertilizantes, productos farmacéuticos, etc., además de la carne) aporta alrededor del 18 % de las emisiones mundiales de GEI expresadas como 100 equivalentes de CO2 por año. Esta estimación se basó en el análisis del ciclo de vida, incluida la producción de alimentos, los cambios en el uso de la tierra, etc., y utilizó un GWP (potencial de calentamiento global) de 23 para el metano y 296 para el óxido nitroso, para convertir las emisiones de estos gases a equivalentes de CO2 de 100 años. El informe de la FAO concluyó que "el sector ganadero emerge como uno de los dos o tres principales contribuyentes a los problemas ambientales más graves, en todas las escalas, desde la local hasta la mundial". El informe encontró que la contribución del ganado a las emisiones de gases de efecto invernadero fue mayor que la del sector del transporte global; esta conclusión fue criticada en 2010 por Frank Mitloehner de la Universidad de California, Davis, quien señaló que los autores no habían realizado un análisis de ciclo de vida similar para el transporte, lo que provocó que se sobreestimara la contribución relativa de la agricultura animal.

Un estudio de 2009 realizado por el Worldwatch Institute argumentó que el informe de la FAO había subestimado los impactos relacionados con el metano, el uso de la tierra y la respiración, colocando al ganado en el 51 % de las emisiones globales totales.
El sistema de agricultura industrial consume combustibles fósiles, agua y tierra vegetal a un ritmo insostenible. Contribuye a numerosas formas de degradación ambiental, incluida la contaminación del aire y del agua, el agotamiento del suelo, la disminución de la biodiversidad y la mortandad de peces. La producción de carne contribuye de manera desproporcionada a estos problemas, en parte porque alimentar al ganado con granos para producir carne, en lugar de dárselo directamente a los humanos, implica una gran pérdida de energía, lo que hace que la agricultura animal requiera más recursos que otras formas de producción de alimentos. ... Un acto personal que puede tener un profundo impacto en estos temas es reducir el consumo de carne. Para producir 1 libra de carne de res de engorda se requieren alrededor de 2400 galones de agua y 7 libras de grano (42). Teniendo en cuenta que el estadounidense promedio consume 97 libras de carne de res (y 273 libras de carne en total) cada año, incluso reducciones modestas en el consumo de carne en tal cultura reducirían sustancialmente la carga sobre nuestros recursos naturales.
Los impactos ambientales de la producción animal varían según el método de producción, aunque "los impactos [generales] de los productos animales de menor impacto normalmente superan a los de los sustitutos vegetales".

### Promedio de emisiones de gases de efecto invernadero por dieta
Emisiones medias de gases de efecto invernadero por 2000 kcal por tipo de dieta.

### Metano
Un estudio de 2017 publicado en la revista Carbon Balance and Management encontró que las emisiones globales de metano de la agricultura animal son un 11 % más altas que las estimaciones anteriores, según los datos del Panel Intergubernamental sobre el Cambio Climático.

### Uso de pesticidas
Según un informe de 2022 de World Animal Protection y el Centro para la Diversidad Biológica, alrededor de 235 millones de libras de pesticidas se usan anualmente como alimento para animales solo en los Estados Unidos, lo que amenaza a miles de especies de plantas y animales en peligro de extinción. El informe argumenta que los consumidores deben reducir su consumo de productos animales y hacer la transición hacia dietas basadas en plantas para obstaculizar el crecimiento de la agricultura industrial y proteger las especies de vida silvestre en peligro de extinción.

### Uso del suelo
Un artículo de 2003 publicado en el American Journal of Clinical Nutrition, después de calcular los efectos sobre el uso de la energía, la tierra y el agua, concluyó que las dietas basadas en carne requieren más recursos y son menos sostenibles que las dietas ovolactovegetarianas. "El agua necesaria para una dieta carnívora es el doble de la necesaria para una dieta vegetariana de 2.000 litros al día".
Según los científicos de la Universidad de Cornell: "La fuerte dependencia de la energía fósil sugiere que el sistema alimentario estadounidense, ya sea basado en la carne o en las plantas, no es sostenible". Sin embargo, también escriben: "El sistema alimentario basado en la carne requiere más energía, tierra y recursos hídricos que la dieta lactoovovegetariana. En este sentido limitado, la dieta lactoovovegetariana es más sostenible que la dieta estadounidense promedio basada en carne". Uno de estos científicos de Cornell "describió la ganadería alimentada con cereales como una forma costosa y no sostenible de producir proteína animal", pero "distinguió la producción de carne alimentada con cereales del ganado criado en pastos, llamando al pastoreo de ganado un uso más razonable de la tierra marginal ".
El uso de cantidades cada vez mayores de tierra para la producción de carne y la cría de ganado en lugar de plantas y granos para la dieta humana es, según el sociólogo David Nibert, "una de las principales causas de desnutrición, hambre y hambruna en todo el mundo".

### Degradación de la tierra
Otro efecto agrícola es la degradación de la tierra. El ganado es una causa conocida de la erosión del suelo debido al pisoteo y al pastoreo excesivo. Gran parte de los cultivos del mundo se utilizan para alimentar a los animales. Con el 30 por ciento de la tierra del mundo dedicada a la cría de ganado, se necesita un recorte importante para mantenerse al día con el crecimiento de la población. Se espera que la demanda de carne se duplique para 2050; en China, por ejemplo, donde las dietas basadas en vegetales alguna vez fueron la norma, la demanda de carne seguirá siendo grande en términos absolutos, aunque el crecimiento de la demanda se ralentizará. A medida que los países se desarrollan, los ingresos aumentan y el consumo de productos animales se asocia con la prosperidad. Esta creciente demanda es insostenible.
La capacidad del suelo para absorber agua por infiltración es importante para minimizar la escorrentía y la erosión del suelo. Investigadores en Iowa informaron que un suelo bajo pastos de pastos perennes pastoreados por ganado podía absorber mucha más agua que el mismo tipo de suelo bajo dos cultivos anuales: maíz y soya.

### Pérdida de biodiversidad
El Informe de evaluación global de IPBES de 2019 sobre biodiversidad y servicios de los ecosistemas encontró que el principal impulsor de la pérdida de biodiversidad es el uso humano de la tierra, que priva a otras especies de la tierra necesaria para su supervivencia, y la industria cárnica desempeña un papel importante en este proceso. Alrededor del 25% de la tierra libre de hielo del planeta se utiliza para la cría de ganado. Otros estudios también han advertido que el consumo de carne está acelerando las extinciones masivas a nivel mundial. Un estudio de 2017 realizado por el Fondo Mundial para la Naturaleza atribuyó el 60 % de la pérdida de biodiversidad a la tierra necesaria para criar decenas de miles de millones de animales de granja.
Un estudio de mayo de 2018 indicó que, si bien la vida silvestre ha sido diezmada desde los albores de la civilización humana, con la caída de los mamíferos salvajes en un 83 %, las poblaciones de ganado criado por humanos para el consumo han aumentado. El ganado constituye el 60 % de la biomasa de todos los mamíferos del planeta, seguido por los humanos (36 %) y los mamíferos salvajes (4 %). En cuanto a las aves, el 70% son domesticadas, como las aves de corral, mientras que solo el 30% son silvestres.

### Agua
La producción animal tiene un gran impacto en la contaminación y el uso del agua. Según la Water Education Foundation, se necesitan 2464 galones de agua para producir una libra de carne de res en California, mientras que solo se necesitan 25 galones de agua para producir una libra de trigo. Criar una gran cantidad de ganado genera una gran cantidad de estiércol y orina, que puede contaminar los recursos naturales al cambiar el pH del agua, contamina el aire y emite una gran cantidad de gas que afecta directamente el calentamiento global. Dado que la mayoría del ganado se cría en pequeños espacios confinados para reducir los costos, esto aumenta el problema de los desechos concentrados. El ganado en los Estados Unidos produce 2,7 billones de libras de estiércol cada año, que es diez veces más de lo que produce toda la población estadounidense. Hay problemas con la forma en que se eliminan los desechos animales, ya que algunos se usan como fertilizante, mientras que algunos agricultores crean lagunas de estiércol que almacenan millones de galones de desechos animales, lo que es extremadamente inseguro y perjudicial para el medio ambiente.

## Relación con otros argumentos
Aunque las motivaciones con frecuencia se superponen, los vegetarianos y veganos ambientales pueden contrastarse con aquellos que están motivados principalmente por preocupaciones sobre el bienestar animal (un tipo de vegetarianismo ético), la salud o que evitan la carne para ahorrar dinero o por necesidad (vegetarianismo económico). Algunos también creen que el vegetarianismo mejorará la seguridad alimentaria mundial o frenará el hambre.
Las reducciones masivas en el consumo de carne en las naciones industrializadas aliviarán la carga de la atención médica y mejorarán la salud pública; la disminución de los rebaños de ganado aliviará la presión sobre los pastizales y las tierras de cereales, lo que permitirá que la base de recursos agrícolas se rejuvenezca. A medida que crece la población, la reducción del consumo de carne en todo el mundo permitirá un uso más eficiente de la disminución de los recursos de agua y tierra per cápita, y al mismo tiempo hará que los cereales sean más asequibles para las personas que padecen hambre crónica en el mundo.

Worldwatch Institute, un instituto de investigación ambiental independiente

### Salud
Un estudio sobre Cambio Climático concluyó que "si... las dietas promedio entre los adultos del Reino Unido se ajustaran a las recomendaciones de la OMS, sus emisiones de GEI asociadas se reducirían en un 17%. Se podrían lograr reducciones adicionales de emisiones de GEI de alrededor del 40% haciendo modificaciones realistas en las dietas para que que contienen menos productos animales y refrigerios procesados y más frutas, verduras y cereales". Un estudio en The Lancet estimó que la "reducción del 30% en la producción ganadera" para 2030 requerida para cumplir con los requisitos agrícolas del Comité sobre el Cambio Climático del Reino Unido también dan como resultado una disminución de aproximadamente un 15 % en la cardiopatía isquémica.
Un informe de 2018 publicado en PNAS afirmó que los agricultores de los Estados Unidos podrían mantener a más del doble de personas que actualmente si abandonaran la crianza de animales de granja para el consumo humano y, en cambio, se concentraran en cultivar plantas.
Para los países desarrollados, un informe CAST estima un promedio de 2.6 libras de alimento de grano por libra de carne de res producida. Para los países en desarrollo, la estimación es de 0,3 libras por libra. (A veces se ven algunas cifras muy diferentes; el informe CAST analiza las fuentes comunes de error y las discrepancias entre dichas cifras). En 2007, el consumo de carne de res per cápita en los EE. pescado más aves) el consumo ascendió a 200,7 libras (peso deshuesado y recortado).

## Apoyo
La globalización y la modernización han dado como resultado que las culturas de consumo occidentales se extiendan a países como China e India, incluidas las dietas intensivas en carne que están reemplazando las dietas tradicionales basadas en plantas. Alrededor de 166 a más de 200 mil millones de animales terrestres y acuáticos son consumidos por una población mundial de más de 7 mil millones anualmente, lo que, según el filósofo y activista por los derechos de los animales Steven Best, es "completamente insostenible". Un estudio de 2018 publicado en Science afirma que el consumo de carne aumentará en un 76 % para 2050 como resultado del crecimiento de la población humana y el aumento de la riqueza, lo que aumentará las emisiones de gases de efecto invernadero y reducirá aún más la biodiversidad.
Un informe de 2018 en Nature encontró que una reducción significativa en el consumo de carne es necesaria para mitigar el cambio climático, especialmente a medida que la población aumenta a 10 mil millones proyectados en las próximas décadas. egún un informe de 2019 de The Lancet, el consumo mundial de carne debe reducirse en un 50 % para mitigar el cambio climático.
En noviembre de 2017, 15 364 científicos del mundo firmaron una Advertencia a la Humanidad en la que pedían, entre otras cosas, disminuir drásticamente nuestro consumo per cápita de carne.

Un informe de 2010 del Panel Internacional de Gestión Sostenible de Recursos del Programa de las Naciones Unidas para el Medio Ambiente (PNUMA) declaró:
Se espera que los impactos de la agricultura aumenten sustancialmente debido al crecimiento de la población y al aumento del consumo de productos animales. A diferencia de los combustibles fósiles, es difícil buscar alternativas: la gente tiene que comer. Una reducción sustancial de los impactos solo sería posible con un cambio sustancial en la dieta mundial, lejos de los productos animales.
El Informe de Evaluación Global sobre Biodiversidad y Servicios Ecosistémicos mencionado anteriormente también sugirió que se requeriría una reducción en el consumo de carne para ayudar a preservar la biodiversidad.
Según un informe de julio de 2019 del Instituto de Recursos Mundiales, la población mundial aumentará a aproximadamente 10 000 millones a mediados de siglo, y la demanda de carne de rumiantes aumentará en un 88 %. El informe postula que los estadounidenses y los europeos necesitarán reducir su consumo de carne de res en un 40 % y un 22 % respectivamente para poder alimentar a tanta gente y al mismo tiempo evitar una catástrofe ecológica.
En noviembre de 2019, una advertencia sobre la "emergencia climática" de más de 11 000 científicos de más de 100 países decía que "comer principalmente alimentos de origen vegetal mientras se reduce el consumo global de productos animales, especialmente ganado rumiante, puede mejorar la salud humana y reducir significativamente los GEI". Emisiones (incluido el metano en el paso "Contaminantes de corta duración")". La advertencia también dice que esto "liberará tierras de cultivo para cultivar alimentos vegetales muy necesarios para los humanos en lugar de alimento para el ganado, al tiempo que liberará algunas tierras de pastoreo para apoyar soluciones climáticas naturales".
Un estudio de 2020 realizado por investigadores de la Universidad de Míchigan y la Universidad de Tulane, que fue encargado por el Centro para la Diversidad Biológica, afirma que si EE. UU. reduce su consumo de carne a la mitad, podría reducir las emisiones de GEI relacionadas con la dieta en un 35 %. , una disminución de 1.600 millones de toneladas.

## Crítica
Bill Mollison ha argumentado en su Curso de diseño de permacultura que el vegetarianismo exacerba la erosión del suelo. Esto se debe a que quitar una planta de un campo elimina todos los nutrientes que obtuvo del suelo, mientras que quitar un animal deja el campo intacto. En las tierras de cultivo de los EE. UU., la erosión del suelo está mucho menos asociada con las tierras de pastoreo utilizadas para el pastoreo de ganado que con las tierras utilizadas para la producción de cultivos. Robert Hart también ha desarrollado la jardinería forestal, que desde entonces se ha adoptado como un elemento común de diseño de permacultura, como un sistema sostenible de producción de alimentos basado en plantas.
Según un estudio publicado en PNAS, las emisiones de GEI de EE. UU. solo se reducirían en un 2,6 % (o el 28 % de las emisiones de GEI agrícolas) si los animales se eliminaran por completo de la agricultura y las dietas de EE. UU. Sin embargo, las suposiciones subyacentes de este estudio fueron fuertemente criticadas. En una carta de seguimiento, los autores respondieron a las críticas y defendieron su trabajo.
Muchas entidades también recomiendan una dieta más equilibrada como una alternativa viable e inocua para el medio ambiente sin renunciar por completo a la carne. Esto muestra la interconexión entre el equilibrio de la dieta de la pirámide alimenticia y la sustentabilidad ambiental.